# Сувејни (Џорџија)
Сувејни (енгл. Suwanee) град је у америчкој савезној држави Џорџија. По попису становништва из 2010. у њему је живело 15.355 становника.

## Демографија
Према попису становништва из 2010. у граду је живело 15.355 становника, што је 6.630 (76,0%) становника више него 2000. године.
| Група             | 2000.         | 2010.         |
| Белци             | 7.175 (82,2%) | 9.646 (62,8%) |
| Афроамериканци    | 557 (6,4%)    | 1.655 (10,8%) |
| Азијати           | 597 (6,8%)    | 2.761 (18,0%) |
| Хиспаноамериканци | 276 (3,2%)    | 1.025 (6,7%)  |
| Укупно            | 8.725         | 15.355        |